# نلاس
نلاس هي قرية في مقاطعة سردشت، إيران. عدد سكان هذه القرية هو 5,891 في سنة 2006.